# Chiclana de la Frontera
Chiclana de la Frontera is een gemeente in de Spaanse provincie Cádiz in de regio Andalusië met een oppervlakte van 205 km². In 2007 telde Chiclana de la Frontera 74.261 inwoners.
Chiclana is een heel rustige stad, waar het massatoerisme zijn weg nog niet gevonden heeft.

## Openbaar vervoer
Het dorp wordt bediend door een tramtrein (de Trambahía), die door het dorpcentrum rijdt.

## Geboren
- José Butrón (1991), motorcrosser
- Diego González (1995), voetballer

## Demografische ontwikkeling
Bron: INE; 1857-2011: volkstellingen
1. ↑  Tranvía Metropolitano de la Bahía de Cádiz, www.renfe.com, 11 februari 2025